# منتخب أستراليا لاتحاد الرغبي للسيدات
منتخب أستراليا لاتحاد الرغبي للسيدات (بالإنجليزية: Australia women's national rugby union team)‏ هو ممثل أستراليا الرسمي في المنافسات الدولية في اتحاد الرغبي في فئة رياضة نسوية. تأسس في 2 سبتمبر 1994.

## وصلات خارجية
- الموقع الرسمي